# Loksjanski jezik
Loksjanski jezik (eng. Loxian) je umjetni jezik kojeg je osmislila Roma Ryan za pjesme popularne pjevačice Enye. Korišten je u albumu Amarantine iz 2005. za tri pjesme: "Less than a Pearl", "The River Sings" i "Water Shows the Hidden Heart". Glavni cilj je bio stvaranje melodičnog odnosno milozvučnog jezika koji će lijepo zvučati tijekom izvođenja pjesme. Ime "loxian" je grčkog podrijetla (Loxos što znači "nakrivljen, kos"). Kreatorica je opisala jezik kao "futuristički jezik s udaljenog planeta". Baziran je na dijelovima engleskog, staroengleskog, irskog, hindskog, sibirskog yupika te velškog jezika.

## Primjer
Less than a pearl (pjesma)

Da rhay-sy o'

Mal lay-rhee o' 

Sav-ay-ly o'

Kad-ay-ly o'

Hey o nay Kor-rhe-ay
 
Ah hey o nay ka ru mmay

Eh hymm a vl-la rhe-ea kan 

Eh hymm a ka lla mmay o an

O ay ka nee hymm nno hymm

O ay ka nee hymm nno hymm a rhay.

Hii-yha...

Hii-yha...

Hii-yha...

Hii-yha...

He-ah vi-iya me-ne mmay
 
A he ah lu-ua no ee-tay

Eh o th-ay-a rhee lloo ka

Eh o mer-ra man a saa

Hey nal oroom-may hymm nno hymm

Ah hey nal ba-na hymm nno a rhay.

Hii-yha...

Hii-yha...

## Vanjska poveznica
http://enya.szm.com/amarantine/loxian.htm